# 書院町
書院町為臺灣日治時期臺北市之行政區，共分一～三丁目，位於臺北城內西南部、文武町之西，今博愛路、桃源街、延平南路、長沙街一段、貴陽街一段、愛國西路之一部均在町內，因境內之登瀛書院而得名。戰後劃入城中區，今屬臺北市中正區。

## 町內設施
- 台灣總督府圖書館（一丁目，現博愛大樓）
- 台灣電力株式會社本社（一丁目，現博愛大樓）
- 台灣總督府交通局遞信部（二丁目，現國史館暨正副總統文物館）
- 台灣軍司令部（三丁目，現國防部博愛營區）